# Le Cafard libéré
Le Cafard libéré est un périodique satirique sénégalais, directement inspiré par Le Canard enchaîné.

## Histoire
Publié à Dakar par la Société générale d'édition, il a été fondé en 1987.

## Caractéristiques
C'est un journal d'informations générales en langue française. Sa parution est hebdomadaire et sa diffusion d'environ 10 000 exemplaires.
Il présente de nombreuses similitudes avec son modèle français : il paraît le mercredi, la maquette est la même (des cafards remplaçant les canards), les rubriques sont très semblables.
Le caricaturiste Alphonse Mendy, alias T. T. Fons, a été l'un de ses plus célèbres collaborateurs, notamment à travers son personnage Goorgoorlou.